# Katholieke Kerk in Saint Vincent en de Grenadines

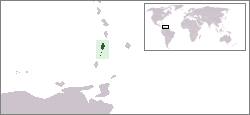
Saint Vincent en de Grenadines

De Katholieke Kerk in Saint Vincent en de Grenadines is een onderdeel van de wereldwijde Katholieke Kerk, onder het geestelijk leiderschap van de paus en de curie in Rome.
In 2005 waren er in Saint Vincent en de Grenadines ongeveer 7.000 (7%) katholieken. Het land bestaat uit een enkel bisdom, het bisdom Kingstown, dat deel uitmaakt van de kerkprovincie Port of Spain op Trinidad en Tobago. Bisschop van Kingstown is Charles Jason Gordon, die tevens bisschop is van het bisdom Bridgetown op Barbados. Men is lid van de bisschoppenconferentie van de Antillen, president van de bisschoppenconferentie is Patrick Christopher Pinder, aartsbisschop van Nassau (Bahama's). Verder is men lid van de Consejo Episcopal Latinoamericano.
Apostolisch nuntius voor Saint Vincent en de Grenadines is aartsbisschop Santiago De Wit Guzmán, die tevens apostolisch nuntius is voor Antigua en Barbuda, de Bahama's, Barbados, Belize, Dominica, Grenada, Guyana, Jamaica, Saint Kitts en Nevis, Saint Lucia, Suriname en Trinidad en Tobago en apostolisch gedelegeerde voor de Antillen.

## Indeling
- Aartsbisdom Port of Spain (Trinidad en Tobago)
  - Bisdom Kingstown

## Nuntius
- Apostolisch pro-nuntius
  - Aartsbisschop Eugenio Sbarbaro (7 februari 1991 - 26 april 2000)
- Apostolisch nuntius
  - Aartsbisschop Emil Paul Tscherrig (8 juli 2000 - 22 mei 2004)
  - Aartsbisschop Thomas Edward Gullickson (2 oktober 2004 - 21 mei 2011)
  - Aartsbisschop Nicola Girasoli (29 oktober 2011 - 16 juni 2017)
  - Aartsbisschop Fortunatus Nwachukwu (4 november 2017 - 17 december 2021)
  - Aartsbisschop Santiago De Wit Guzmán (sinds 30 juli 2022)